# خمیس ملیانه
خمیس ملیانه (به عربی: خمیس ملیانة) یک شهرداری در الجزایر است که در ناحیه خمیس ملیانه واقع شده‌است. خمیس ملیانه ۸۴٬۵۷۴ نفر جمعیت دارد.